# Spencer Dinwiddie
Spencer Gray Dinwiddie, född 6 april 1993 i Los Angeles i Kalifornien, är en amerikansk professionell basketspelare (PG/SG) som spelar för Charlotte Hornets i National Basketball Association (NBA). Han har tidigare spelat för Detroit Pistons, Brooklyn Nets, Washington Wizards, Dallas Mavericks och Los Angeles Lakers.
Dinwiddie draftades av Detroit Pistons i andra rundan i 2014 års draft som 38:e spelare totalt.
Innan han blev proffs studerade Dinwiddie på University of Colorado Boulder och spelade för deras idrottsförening Colorado Buffaloes.